# Трећи програм (часопис)
Трећи програм је часопис за теорију и критику. Уређује се на бази емитованих садржаја на Трећем програму Радио-Београда. Први број часописа појавио се јула 1969. године. Излази четири пута годишње (тромесечно). Издавач је Радио-телевизија Србије. Часопис има решење Министарства науке за бодовање прилога ради стицања научних звања.
Бројеви објављени од 2008. године могу се читати и у електронској верзији, на сајту Радио-Београда.

## Историја
Трећи програм Радио-Београда почео је са емитовањем 10. новембра 1965. године. У почетку је емитован три пута недељно по три сата, а од 1. јануара 1966. сваке вечери. Четири године касније, 10. новембра 1969. програм је продужен на четири сата. Када је основан, ово је био једини програм на територији бивше Југославије на којем остварења из теорије уметности и науке нису популаризована како се то обично чинило на другим културно-уметничким програмима, него су представљана у свом изворном облику - оном у којем та остварења и постоје. У том тренутку елитни културни програми постојали су у већини европских земаља (Француској, Енглеској, Немачкој), а врло брзо су у свим републикама бивше Југославије настали програми тог типа (у Љубљани, Загребу, Скопљу, Сарајеву).
Трећи програм Радио Београда eмитује се сваке ноћи од 20.00 до 05.00 часова на фреквенцијама Другог програма Радио Београда. У програму су заступљене музичке и говорне емисије.
Најзанимљивији чланци, текстови, преводи и осврти емитовани у месечним и недељним циклусима, појединачним емисијама и хроници објављују се у часопису Трећи програм. Први број часописа изашао је у јулу 1969. Први главни и одговорни уредник, од 1965. до 1974. године, био је Александар Ацковић. Од самог почетка часопис излази тромесечно, а у њему се објављује избор текстова емитованих у радио програму.
Часопис је, због материјалних немогућности, крајем деведесетих имао паузу у излажењу од скоро четири године. Наставио је да излази 2001. године, када је почетком августа изашао 111. број. Поновно покретање часописа помогао је Фонд за отворено друштво.

## Уредништво
Од оснивања је главни и одговорни уредник часописа био Александар Ацковић (1922-1974). Њега је на том месту заменио Борис Иљенко 1975. године, а затим Раденко Кузмановић 1978, Слободан Дивјак 1986, Карел Турза 2002, Ивана Тришић 2003 и Раде Калик 2004. Од броја 131/132 из 2004. главни и одговорни уредник Трећег програма је Предраг Шарчевић.